# Cañar
Cañar is een provincie in het midden van Ecuador. De hoofdstad van de provincie is Azogues. De provincie werd gevormd in 1880, in opdracht van het Congres van Ecuador. De gouverneur werd don Ramón Pesántez. De oorspronkelijk naam van de provincie was Azogues. Later werd deze gewijzigd in Cañar.
Naar schatting zijn er 272.236 inwoners in 2018.

## Kantons
De provincie is bestuurlijk onderverdeeld in zeven kantons. Achter elk kanton wordt de hoofdplaats genoemd.
| Nr. | Kanton     | Inwoners | Oppervlakte | Hoofdplaats | Inwoners |
| --- | ---------- | -------- | ----------- | ----------- | -------- |
| 1   | Azogues    | 74.515   | 617 km²     | Azogues     | 35.763   |
| 2   | Biblián    | 18.852   | 277 km²     | Biblián     | 5.728    |
| 3   | Cañar      | 52.150   | 1.804 km²   | Cañar       | 13.148   |
| 4   | Déleg      | 6.046    | 78 km²      | Déleg       | 645      |
| 5   | El Tambo   | 9.285    | 65 km²      | El Tambo    | 5.202    |
| 6   | La Troncal | 62.103   | 324 km²     | La Troncal  | 39.600   |
| 7   | Suscal     | 4.627    | 31 km²      | Suscal      | 1.012    |

| Detailkaart |
| ----------- |
|             |
| Kantons     |